# Skultuna
Skultuna és una localitat situada a Västerås (Municipi), Västmanland Comtat, Suècia. Al 2010, comptava amb una població de 3.133 habitants.

## Persones destacades
És la localitat natal de persones com:
- Julia Nyberg (1784-1854), escriptora i compositora.
- Esbjörn Svensson (1964-2008), pianista i compositor.
- Magnus Öström[2] (Nascut 3 maig 1965), drummer, compositor, i director de banda. Svennson i Öström eren amics d'infantesa que van formar la seva primera banda en Skultuna.[3]